# Нейродерміт
Нейродермі́т — захворювання з групи дерматозів, яке розглядається як своєрідний трофічний невроз в осіб з функціонально нестійкою нервовою системою. Для нього характерний постійний нестерпний свербіж. У розвитку нейродерміту велику роль грають порушення обміну речовин, ендокринні розлади, гельмінтози тощо.
Тривалий час термін «дифузний нейродерміт» домінував як синонім атопічного дерматиту.

## Симптоми
Розрізняють нейродерміт обмежений та дифузний.

### Обмежений нейродерміт
Часто локалізується у ділянці потилиці, шиї, у ліктьових згинах, підколінних ямках, пахвинних складках, на внутрішній поверхні стегон, на статевих органах. Починаючися зі свербіжу, шкірний процес поступово призводить до ліхеніфікації, тобто посиленню шкірного малюнку, при якому шкірні зморшки стають глибшими, шкірні поля виступають, утворюючи вузлики блідо-рожевого кольору, вкриті дрібними лусочками. У результаті розчісування утворюються бляшки, вкриті кров'янистими кірочками. На ділянках нейродерміту може спостерігатися нерівномірна пігментація.

### Дифузний нейродерміт
Переважно локалізується на кінцівках, рідше — на шкірі тулуба. Шкіра ущільнена, суха, синюшно-червона, з сіро-буроватим відтінком. Шкірний малюнок різко виражений. Нігтьові пластинки блискучі, сточені по краю. Іноді спостерігається ураження всього шкірного покриву з приєднанням вторинної інфекції. Нестерпний свербіж негативно впливає на загальний стан хворого.

## Лікування
Лікування спрямоване на причину та супутні захворювання, що погіршують перебіг нейродерміту.
Рекомендовано вітаміни В1, В6, антигістамінні препарати (димедрол, супрастин, діазолін), транквілізатори (елєніум, триоксазин), глюкокортикостероїдні гормони (преднізолон, дексаметазон, триамцинолон), переливання плазми. Місцево: глюкокортикостероїдні мазі (преднізолон, синалар, флюцинар), нафталанова нафта, протисвербіжні засоби, що містять ментол, анестезин, димедрол.
Для хворих рекомендується дієта з обмеженням споживання вуглеводів, солі, копчених та гострих страв, алкогольних напоїв.
Для профілактики рекомендовано санітарно-курортне лікування на півдні, морське купання, фізіотерапія. Необхідна санація вогнищ хронічної інфекції, виключення лікарських, побутових і харчових алергенів.